# Rákevő fóka
A rákevő fóka (Lobodon carcinophagus) egy antarktiszi ragadozó, a fókafélék (Phocidae) családjába tartozik. Nemének egyetlen faja.

## Előfordulása
A Déli-sarkvidéket körülvelő arktikus és szubarktikus óceánok lakója, a vízben vagy az összetorlódott jégtáblákon él.

## Megjelenése
Testhossza 2,3-2,6 méter között változik, testtömege 200-230 kilogramm, a nőstények nagyobbak, mint a hímek.
A fajt a vízi állatokra jellemző színezetű szőrzet borítja: háta sötétszürkés, az oldalán és a hasán viszont világosabb.

## Életmódja

A rákevő fóka fogsora

Alsó és felső fogsoruk illeszkedik egymáshoz, ezek összeszorításaval kiszűri a vízből a krilleket, apró tengeri rákokat és egyéb planktonikus lényeket, melyekkel táplálkozik.

## Szaporodása
Szeptember és november között párosodik, tavasszal hozza világra 25 kilogrammos borját.